# Liga escocesa de fútbol
La Liga escocesa de fútbol (en inglés Scottish Football League) es un sistema de ligas de fútbol de Escocia compuesta por la Primera División de Escocia, Segunda División de Escocia y Tercera División de Escocia. Fundada en 1890, es la segunda liga más importante de Escocia tras la Premier League de Escocia, y hasta la creación de esta en 1998, era más importante del fútbol escocés.
Desde julio de 2007 y por motivos de patrocinio se llama oficialmente Irn-Bru Scottish Football League. Los jugadores de esta liga no emplean dorsales.

## Historia
La liga se formó en la década de 1890 para dar un calendario de partidos más consistentes al creciente número de clubes de fútbol en el país.
La primera temporada de la liga escocesa fue la de 1890–91, la disputaron los siguientes clubes:
- Abercorn
- Cambuslang
- Celtic
- Cowlairs
- Dumbarton
- Heart of Midlothian
- Glasgow Rangers
- Renton
- Saint Mirren
- Third Lanark
- Vale of Leven

El Renton fue expulsado tras cinco jornadas por jugar contra un club profesional, no obstante volvió la siguiente temporada.
Desde la refundación del Rangers en 2012, el Celtic y el Aberdeen (aunque este último comenzó a participar en 1903) son los únicos equipos que nunca han descendido, aunque el Aberdeen sí ha terminado en puestos de descenso. Del resto de equipos iniciales solo persisten Heart of Midlothian y Saint Mirren, que juegan en la Premier League y Dumbarton que juega en Segunda División de Escocia, el resto han desaparecido.
En la primera temporada Rangers y Dumbarton empataron a puntos, puesto que se había definido ningún sistema para resolver los empates, se decidió que ambos equipos jugaran un play-off para decidir el ganador, el play-off acabó 2-2, por lo que ambos equipos fueron declarando campeones y tuvieron que tener el trofeo seis meses cada uno. Es la única ocasión en la que la liga ha acabado en empate, aunque hasta la temporada 1921-22 no se introdujo el goal average como método de desempate. Dicho método fue sustituido en la temporada 1971-72 por el de diferencia de goles.

### Partición en divisiones
La liga fue un éxito, en 1893 se creó la segunda división por el ingreso de nuevos clubes procedentes de Alianza de fútbol escocesa. Al principio el ascenso se decidía por votación entre los clubes no fue hasta 1922 cuando se introdujo el ascenso directo.
La Primera Guerra Mundial causó la suspensión de la segunda división pero no de la primera. Volvió en 1921.

### Tercera división
En 1923 la liga decidió introducir una tercera división en principio con base a la Western Football League, pero tres años después la tercera división desapareció por las fuertes perdidas económicas.
De 1923 a 1926 la liga volvió a tener solos dos divisiones. Tras la Segunda Guerra Mundial la liga se reformó para introducir una tercera división.
En las temporadas de la posguerra las divisiones fueron renombradas como A, B y C. La dvisión C estaba dividida en grupo Norte-Oeste y Sur-Este. La retirada de los equipos reserva de la división C, provocó que la liga volviera a las dos divisiones, los cinco equipos que quedaron en la C fueron ascendidos automáticamente a la división B. Por lo que la división A quedó formada por 18 equipos y la B por 19.
En 1956 se volvió a renombrar a las divisiones como división 1 y división 2.
En 1975 se reformó de nuevo la estructura dividiendo la liga en tres divisiones premier, primera y segunda. Esta estructura (de 38 equipos) se mantuvo hasta 1994.

### Cuarta división y separación de la premier
Después de dos décadas la estructura de la liga volvió a reformarse para incluir una tercera división formada por 10 equipos. En 1998 la división decidió separarse de la liga formando la Premier League de Escocia. El resto de divisiones conservaron sus nombres y no se reconstituyó la división premier, quedando formada la liga por primera, segunda y tercera división.